# جيفيد تاغييف
جيفيد تاغييف (مواليد 6 أكتوبر 1981) هو ملاكم أذربيجاني، مثّل بلاده في الألعاب الأولمبية الصيفية 2004.

## روابط خارجية
جيفيد تاغييف على موقع أوليمبيديا (الإنجليزية)